# 島津朝久
島津 朝久（しまづ ともひさ、? - 文禄2年9月12日（1593年10月6日））は、戦国時代の薩摩の武将。薩摩島津氏の分家、豊州家6代当主。
父は5代当主島津忠親。母は禰寝尊重の娘。兄に北郷氏当主となった北郷時久がいる。通称藤二郎。官は豊後守。室は御屋地（千鶴。島津義弘の長女）、子に島津久賀、長寿院（島津家久（初代薩摩藩主）の養女、松平定行の室）ら。
天正年間に島津義久により大隅平房・市成（現鹿児島県鹿屋市輝北町）を賜りその領主となる。天正6年（1578年）、島津家が伊東氏を討ち日向を手に入れると宮崎の300町を拝領する。その後、島津義弘に従い真幸院飯野、更に馬関田に移り、大友氏との耳川の戦いでも活躍した。
同14年（1586年）、島津忠長らと共に筑前岩屋城攻めにも参加している。しかし秀吉の九州征伐の際の根白坂の戦いで負傷し、都於郡の島原にて養生後に馬関田に帰り、その後は平松上水流（現・姶良市）へと移った。文禄元年（1592年）、文禄の役では朝鮮へ渡ったが、翌年巨済島で病没した。法名は「月江善桂大禅定門」。

総禅寺跡（姶良市帖佐）に夫妻の墓が現存しているが、廃寺となっており整備されていない。